# Dugastella valentina
Dugastella valentina is een garnalensoort uit de familie van de Atyidae. De wetenschappelijke naam van de soort is voor het eerst geldig gepubliceerd in 1924 door Ferrer Galdiano.